# Eresidae
Los erésidos (Eresidae) son una familia de arañas araneomorfas cribeladas mayoritariamente del Viejo Mundo. También se conocen como arañas de terciopelo o arañas aterciopeladas. La familia consta de 99 especies repartidas en 9 géneros.
Son de color oscuro y muy velludas. La disposición ocular es distintiva: los dos ojos laterales anteriores y los dos ojos laterales posteriores están colocados de forma que dibujan un trapecio. Viven en un tubo de seda que fabrican ellas mismas enterrado en el suelo; la parte superior del nido se prolonga en el exterior.

## Lista de géneros
Según The World Spider Catalog v.20.0:
- Adonea Simon, 1873
- Dorceus C. L. Koch, 1846
- Dresserus Simon, 1876
- Eresus Walckenaer, 1805
- Gandanameno Lehtinen, 1967
- Loureedia Miller, Griswold, Scharff, Řezáč, Szűts & Marhabaie, 2012
- Paradonea Lawrence, 1968
- Seothyra Purcell, 1903
- Stegodyphus Simon, 1873